# Ferrals-les-Corbières
Ferrals-les-Corbières è un comune francese di 1 123 abitanti situato nel dipartimento dell'Aude nella regione dell'Occitania.

## Società

### Evoluzione demografica
Abitanti censiti